# Deltophalonia
Deltophalonia là một chi bướm đêm thuộc phân họ Tortricinae của họ Tortricidae.

## Các loài
- Deltophalonia chlidonibrya Razowski & Becker, 2003
- Deltophalonia deltochlaena (Meyrick, 1930)
- Deltophalonia embrithopa (Meyrick, 1927)